# Hjärtbergenia
Hjärtbergenia (Bergenia cordifolia) är en växtart i familjen stenbräckeväxter som förekommer naturligt i Altaj och Mongoliet. Arten är en vanlig trädgårdsväxt i Sverige. Vissa botaniker anser att hjärtbergenia bör föras till arten bergenia (B. crassifolia).

## Synonymer
Bergenia crassifolia var. cordifolia (Haworth) A. Borissova
Geryonia cordifolia (Haworth) Schrank ex Steud
Megasea cordifolia (Haworth) Haworth
Saxifraga cordifolia Haworth